# Flash mob

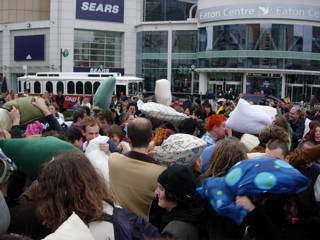
Flash mob/Lutas de travesseiros em Toronto, Canadá

Um flash mob é um grupo de pessoas que se reúnem repentina e instantaneamente em ambiente público, realizam uma apresentação atípica por um curto período de tempo e rapidamente se dispersam do ambiente como se nada tivesse acontecido. Entre os motivos do movimento, há anseios de entretenimento, crítica e expressão artística. Flash mobs são rotineiramente organizadas por redes sociais, mensagens virais por e-mail ou outros meios de telecomunicação.

## História doFlash Mob
Sabe-se que as mobilizações de pessoas são, historicamente, um recurso muito usado, em manifestações políticas. A história está repleta delas, como por exemplo a Revolução Francesa, onde o povo, para pressionar a monarquia francesa, tomou de assalto a  fortaleza-prisão da Bastilha e invadiu o palácio das Tulherias, fazendo a família real refém.
O mesmo aconteceu com os bolcheviques na Rússia, que pretendiam a formação de uma aliança entre operários e camponeses para colocar fim a autocracia czarista.
Contemporaneamente, em meados de 1968, Paris foi palco de uma revolta estudantil, cujas consequências ultrapassaram em muito as fronteiras da França. Convidado para palestrar na Universidade de Paris X (Paris Oeste - Nanterre La Défense), o psicanalista Wilhelm Reich foi vetado pela administração universitária, o que provocou um  protesto organizado por estudantes, que acabaram por tomar o controle da universidade em maio daquele ano.
Seguiu-se então uma série de protestos pela cidade, liderados por Daniel Cohn-Bendit, duramente reprimidos pelas forças da ordem. O movimento se propagou, ao ganhar a simpatia de outros setores da sociedade, incorporando reivindicações trabalhistas, de sindicalistas, professores e comerciários, que contestavam o governo De Gaulle. Entre maio e junho, cerca de nove milhões de franceses declararam greve. Paris tornou-se uma espécie de campo de batalha e no dia 13 de maio cerca de um milhão e meio de pessoas participaram de uma marcha contra o governo.
Afinal, porém, De Gaulle venceu as eleições em junho, e o movimento estudantil viu-se fraco perante a famosa “maioria silenciosa”. O maio de 1968 é considerada uma das maiores mobilizações políticas do século XX, marcando o início de uma série de revoltas em vários países do mundo, cujas consequências são sentidas até os dias atuais. O movimento ampliou-se, ultrapassando a esfera do movimento estudantil e incorporando reivindicações de outros grupos sociais, e transformando-se simbolicamente em ponto de ruptura dos paradigmas vigentes até então, nas sociedades ocidentais.

## Happening
Happening é um evento ou situação que surpreende e envolve as pessoas. Pode acontecer em qualquer lugar e sob qualquer circunstância.
O termo apareceu pela primeira vez nos meses de inverno no hemisfério norte de 1959, publicado na revista literária de Rutgers University. O mais importante evento foi o “Poetry Incarnation”, de Albert Hall em 11 de junho de 1965, quando uma plateia de sete mil pessoas prestigiou e participou das performances de alguns vanguardistas jovens poetas britânicos e americanos. Allan Kaprow foi o primeiro a dar ao termo o significado de uma forma de expressão artística.

## O PrimeiroFlash Mob
O primeiro flash mob foi organizado via e-mail (com o endereço themobproject@yahoo.com, criado para este fim), pelo jornalista Bill Wasik, em Manhattan. Mandando o e-mail para 40 ou 50 amigos (de maneira que eles não soubessem que o evento fora planejado pelo próprio jornalista), Bill convidou as pessoas a aparecerem em frente à loja de acessórios femininos Claire’s Acessories. Segundo ele, "A ideia era de que as próprias pessoas se tornassem o show e que, apenas respondendo a este e-mail aleatório, essas pessoas criassem algo" em um movimento anônimo e sem liderança.
No entanto, a loja foi avisada antes do acontecimento e a polícia foi acionada, evitando que as pessoas ficassem na frente da loja, frustrando os planos do primeiro mob.
O segundo mob aconteceu em 3 de junho de 2003, na loja de departamentos Macy's. Wasik e amigos distribuíram flyers para pessoas que passavam nas ruas, indicando quatro bares em Manhattan, onde elas receberam instruções adicionais sobre o caráter e o lugar do evento, minutos antes do seu início. – para evitar o mesmo problema que ocorreu com o primeiro.
Mais de 100 pessoas juntaram-se no 9.º andar de tapetes da loja, reunindo-se em volta de um tapete caro. A quem se aproximasse de um vendedor foi dito que as pessoas reunidas no andar viviam juntas num depósito nos arredores de Nova Iorque, que estavam procurando por um “tapete do amor” e que todos faziam suas decisões de compra em grupo.

## MobsPopulares

### Jornada Mundial da Juventude de 2013
Considerado o maior flash mob do mundo [carece de fontes?] com a música de boas-vindas ao Sumo Pontífice Papa Francisco. Foi realizado na Jornada Mundial da Juventude de 2013, no Rio de Janeiro, Brasil, na Praia de Copacabana. Eram mais de 3 milhões de pessoas, jovens fiéis católicos de todas as partes do mundo.

### Pillow Fight
A famosa guerra de travesseiros ganhou um novo formato quando passou a integrar o quadro de flash mobs. Nela, pessoas combinam pela Internet, um determinado local e horário e levam consigo seus travesseiros para guerrear com pessoas desconhecidas. O Pillow Fight, vem sendo praticado em várias cidades do mundo.

### Subway Party
Uma Subway Party (festa no metrô), nada mais é do que um grupo de pessoas que se juntam, no estilo flash mob, para promover festas dentro dos vagões dos trens metropolitanos de grande cidades como Nova Iorque. Combinado o dia e o horário, os participantes apenas aguardam que um determinado número de pessoas se reúna para que então todos entrem no vagão (geralmente o último) e troquem presentes, ouçam música, dancem, enfim, façam uma festa.
Existem dois tipos de Subway Party: a primeira ocorre na hora do rush e tem o objetivo de “descontrair as pessoas”. Porém ela é muito criticada por atrapalhar as pessoas que fazem uso do transporte público, causar atrasos e incomodar os usuários. A outra acontece no fim na noite e os participantes chegam até a decorar o vagão do trem para uma verdadeira festa, que algumas vezes pode até ser a comemoração de alguma data como o Halloween. Conforme o trem vai passando as estações o número de participantes também aumenta, já que as pessoas vão sendo convidadas a fazerem parte da festa.

### Zombie Walk
Consiste em pessoas que se juntam para passar algum tempo caracterizadas como zumbis e agindo como tal,  dispersando-se em seguida. Esta é outra forma de flash mob que está crescendo pelo mundo e atrai cada vez mais pessoas.

### Improv Everywhere
O Improv Everywhere é um dos grupos mais famosos no meio dos flash mobs. Começou por acaso, sem o propósito de fazer flash mobs. Charlie Todd, o fundador, foi confundido com o cantor americano Ben Folds e mesmo desmentindo o desentendido, aceitou a insistência das pessoas que o confundiram e cantou para o grupo como se fosse o próprio cantor. A partir desse momento, Charlie percebeu que poderia criar eventos mobilizando pessoas, primeiramente utilizando sua rede de contatos, e assim vários flash mobs foram organizados pela Improv Everywhere. Um dos mais famosos é o Frozen Grand Central, realizado em Nova York que, no encontro de 200 pessoas, cronometradamente, fingiram estar congeladas e assim ficaram por um minuto, gerando uma enorme discussão.
Além desse flash mob organizado totalmente pela Internet e sem pagar nada para os participantes, a Improv Everywhere já organizou flash mobs como o No Pants, o encontro de pessoas sem calças no Metrô (mesmo causando problemas com a polícia local) e O MP3 Experiment, no qual os participantes baixaram um mp3 e só ouviram no dia do encontro no parque. Nesse arquivo de áudio havia instruções para uma gincana, cujo objetivo era encontrar uma outra pessoa.

### Oprah Flash Mob Dance
No dia 10 de setembro o grupo Black Eyed Peas havia quebrado o recorde de maior flash mob da história, ao reunir cerca de 21 mil fãs na Avenida Michigan, em Chicago, nos EUA para comemorar a passagem da 24.ª temporada do programa de Oprah Winfrey na TV. O grupo preparou uma surpresa para ela ao tocar o hit I Gotta Feeling com uma coreografia inacreditável envolvendo toda essa multidão.
Tudo começa com uma garota dançando sozinha na frente do palco, logo depois toda a multidão começa a fazer a mesma coreografia. Oprah (que não sabia de nada), ficou chocada com o que estava vendo, enquanto gravava tudo em seu celular. A apresentadora então gritou: "Isso é tão legal!! É a coisa mais legal que eu já vi… Chicago, eu amo vocês!!!!!!"
Durante a entrevista que o grupo deu após a apresentação, o líder do grupo, Will.i.am, contou que chamou 800 fãs para ajudar na coreografia, que depois foi passada para as mais de 20 mil pessoas presentes na hora. Sobre isso Will falou: "Eu não pensei que ia ser assim tão espetacular… Você fala sobre a participação da plateia, mas tudo foi além… Isso é tão incrível… É a melhor apresentação que já fizemos!"
A apresentação foi tão bem recebida nos EUA que após a exibição do programa, a música I Gotta Feeling que estava em 4.º lugar no iTunes, voltou ao topo da parada da loja virtual, garantindo assim pelo menos mais uma semana no topo da Billboard Hot 100, onde a música já se encontrava em primeiro há 11 semanas.

### Inauguração do Circuito Cultural Praça da Liberdade
Em março de 2010, os alunos do programa Valores de Minas, iniciaram um Flash Mob na inauguraçào do Circuito Cultural Praça da Liberdade. O movimento começou com uma cantora entoando "O que é, O que é?" do músico Gonzaguinha. A movimentação foi tão envolvente que até mesmo o governador de Minas Gerais, Antônio Anastasia, e o então ex-governador Aécio Neves participaram da dança.

### Maior Flash Mob de Just Dance do Mundo
O maior Flash Mob de Just Dance do mundo foi realizado dia 15 de janeiro de 2015 por escoteiros e escoteiras no VI Jamboree Nacional, que aconteceu em Natal, a capital do estado do Rio Grande do Norte, no Brasil. A iniciativa veio da própria Ubisoft, que desafiou a União dos Escoteiros do Brasil e os escoteiros a conquistar o recorde mundial de mais pessoas dançando Just Dance ao mesmo tempo. Mais de quatro mil e trezentos (4300) jovens e adultos dançaram, de 23 estados brasileiros diferentes, além de escoteiros do Chile, EUA e Portugal. Após analises da Ubisoft e do Guinness World Records, os escoteiros brasileiros foram inclusos oficialmente no livro mundial dos recordes.

### International Samba Day
Está previsto para o próximo dia 2 de dezembro de 2016, um Flash Mob de Samba de Gafieira. A data foi escolhida por ser o dia de comemoração deste ritmo de dança. Maiores detalhes podem ser encontrados no site do evento. Em Belo Horizonte, o movimento Samba Uai, reúne as principais academias de dança de salão, as quais estão se organizando para promover ensaios gratuitos para a população que queira participar e com isso divulgar este ritmo tão prazeroso para se dançar à dois.

## Aplicações sociais
No mundo inteiro, flash mobs vêm ganhando cada vez mais aspectos políticos e não apenas para mudar a rotina ou modificar o meio urbano. Na Rússia, por exemplo, um grupo de pessoas se reuniu ao redor de um caixão e deram-se as mãos em luto formando um quadrado, declarando a “morte da democracia” em 2003. Por lá, pela repressão às revoltas ou protestos ser intensificada, flash mobs são preferências cada vez mais aceitas por serem organizadas rapidamente, atraírem muitas pessoas e depois se dispersar tão rápido quanto aparece, impedindo a ação da polícia muitas vezes.
Um flashmob em desafio ao governo foi organizado na Bielorrússia por volta de 2006 que consistia em um grande grupo de pessoas tomando sorvete próximo ao centro da cidade, em contestação a uma lei aprovada em assembleia que proíbe manifestações no país. Mesmo com as pessoas deixando o local depois da realização do pequeno protesto, alguns jovens ainda foram presos.
Na Espanha, após os atentados terroristas aos trens em 11 de março de 2004, vários espanhóis enviaram via SMS mensagens pedindo para que dois dias depois se reunissem para uma mobilização em favor dos mortos pelo ataque terrorista, e nessas mensagens a repetição da palavra “pásalo” (repasse, em espanhol) tornou-se um ícone desse mob. O resultado veio no dia 13 de março, onde as pessoas se reuniram de maneira espontânea protestando contra o governo por ocultar dados sobre o atentado terrorista. Ficou também conhecida como “La rebelion de los SMS”.
Assim podemos perceber que a realização de flash mobs que têm como princípio motivador reivindicações políticas também ocorre. Esse movimento, porém, recebe o nome de "Smart Mob" e já foi realizado em diversas cidades. O roteiro de ação é parecido com o do flash mob, ou seja, as pessoas reúnem-se em determinado local previamente divulgado pelas mídias sociais, praticam uma atividade inusitada e logo em seguida, dispersam-se na multidão. Na maioria dos casos, a atividade realizada remete à razão pela qual os participantes estão protestando. Essa nova forma de manifestação política é muito eficaz, uma vez que sua rápida divulgação e realização dificulta a ação repressiva das autoridades.  Além disso, o fato de os participantes estarem engajados em alguma ação inusitada chama a atenção para a causa do protesto. As greves e manifestações em geral não despertam tanta curiosidade como os Smart Mobs, o que contribui para que um número maior de pessoas familiarize-se com o motivo da reivindicação.

## Popularização
A revista Wired News escreveu um artigo sobre o segundo mob e blogueiros espalharam pela Internet —– através do país e do mundo —– de forma interessante e diferente do que o criador do movimento havia imaginado. Segundo Bill Wasik, o movimento era antimanifestação e antipolítico —– uma crítica cínica à atmosfera cultural de conformidade e de sempre querer fazer parte da “próxima moda grandiosa”. No entanto, em outros lugares o mob começou a caracterizar-se como happening, expressando oposição à corporações e decisões políticas, tornando-se realmente um movimento em si para desorganizar e romper espaços grandes e comerciais.
A popularização do movimento deu-se principalmente pelo sucesso da Internet. Segundo Bill, as pessoas gostaram de flash mob por ter um componente online, permitindo-as verem as comunidades virtuais manifestarem-se fisicamente e literalmente.
Ainda segundo Bill, a mídia ajudou a espalhar o flash mob, através da imprensa norte-americana com incessantes artigos, taxando-o como movimento. O termo é frequentemente usado  para qualquer forma de smart mobs como protestos, ataque de negação de serviço de Internet colaborativo; assim como aplicando em estratégia de marketing, como por exemplo aplicando em aparências promocionais de uma cantora pop ou através de campanhas publicitárias.

## Urban Playground
Nascido do flash mob este movimento também acontece quando pessoas comunicam-se via Internet ou algum meio de comunicação móvel e juntam-se a fim de atingir um mesmo objetivo, porém o Urban Playground quer simplesmente usar o espaço urbano para promover encontros onde as pessoas possam divertir-se, como uma batalha de bolhas de sabão, uma gigantesca luta de travesseiros, um picnic e outros.
Este movimento diferencia-se de um flash mob pois as pessoas não permanecem no local por alguns instantes e logo depois dispersam-se; estes eventos podem durar horas, o que dá mais chance de que os participantes se conheçam. Há também um objetivo por trás das reuniões, que é fazer com que as pessoas pratiquem atividades e percam os hábitos sedentários, fazendo do urban playground parte da cultura das pessoas.